# Angenommenes Damengambit
Das Angenommene Damengambit ist eine Variante des Damengambits, einer Eröffnung des Schachspiels. Das Angenommene Damengambit zählt zu den Geschlossenen Spielen und wird unter den ECO-Codes D20 bis D29 klassifiziert. Jede seiner Hauptvarianten beginnt mit folgenden Zügen (siehe auch: Schachnotation):
1. d2–d4 d7–d5

2. c2–c4 d5xc4
Das Damengambit ist kein typisches Bauernopfer in der Eröffnung (Gambit), da im Unterschied etwa zum Königsgambit der Schwarze den Bauern in den meisten Varianten nicht verteidigen kann, ohne in Nachteil zu geraten.
Wilhelm Steinitz wandte die Eröffnung erfolgreich an, indem er Weiß einen isolierten Damenbauern verpasste.
Siegbert Tarrasch versah 2. … d5xc4 mit einem Fragezeichen, weil Schwarz damit ‚das Zentrum aufgibt‘. Sein Einfluss war so groß, dass das angenommene Damengambit seltener angewandt wurde.
Anders als im Abgelehnten Damengambit ist Schwarz in der Lage, seinen Läufer von c8 nach g4 zu entwickeln. Gegenstöße mit … e7–e5 oder … c7–c5 sind möglich, ohne wie in der Slawischen Verteidigung ein Tempo zu verlieren.

## Varianten
|   | a | b | c | d | e | f | g | h |   |
| 8 |   |   |   |   |   |   |   |   | 8 |
| 7 |   |   |   |   |   |   |   |   | 7 |
| 6 |   |   |   |   |   |   |   |   | 6 |
| 5 |   |   |   |   |   |   |   |   | 5 |
| 4 |   |   |   |   |   |   |   |   | 4 |
| 3 |   |   |   |   |   |   |   |   | 3 |
| 2 |   |   |   |   |   |   |   |   | 2 |
| 1 |   |   |   |   |   |   |   |   | 1 |
|   | a | b | c | d | e | f | g | h |   |

Hauptvariante nach 3. Sf3 Sf6 4. e3 e6 5. Lxc4 c5 6. 0–0 a6
Zu den Hauptvarianten des angenommenen Damengambits zählen:
- 3. Sg1–f3 (soll e7–e5 verhindern)
  - 3. … Sg8–f6 4. e2–e3 e7–e6 5. Lf1xc4 c7–c5 6. 0–0 a7–a6 ist die häufigste Fortführung.
    - Semjon Abramowitsch Furman plant nach 7. Dd1–e2 den Zug Tf1–d1. Weiteres 7. … b7–b5 8. Lc4–d3 c5xd4 nebst e3xd4 führt wie so oft im angenommenen Damengambit zum weißen Isolani auf dem Feld d4.
    - Mit der Rubinstein-Botwinnik-Variante 7. a2–a4 verhindert Weiß den schwarzen Vorstoß … b7–b5 um den Preis einer Schwächung des Feldes b4.
    - Der prophylaktische Rückzug 7. Lc4–d3 wird Eingorn-Variante genannt.
    - Den anderen prophylaktischen Rückzug 7. Lc4–b3 will ebenfalls 7. … b7–b5 mit 8. a2–a4 beantworten, um … b5–b4 mit Schwächung des Feldes c4 zu bewirken. Sb1–d2 wird dadurch nötig, aber auch sehr sinnvoll.

  - 3. … Sg8–f6 4. Sb1–c3 a7–a6 5. e2–e4 b7–b5, mit dieser Zugfolge stellt sich ein echtes Gambit heraus. 6. e4–e5 Sf6–d5 7. a2–a4 Sd5xc3 8. b2xc3 Dd8–d5 9. g2–g3 Lc8–b7 10. Lf1–g2 Dd5–d7 11. e5–e6 und 8. … Lc8–b7 zeigt die weiße Stoßrichtung. Der theoretische Aufwand dieser Fortsetzung ist enorm, kann Schwarz doch mit 4. … c7–c6 in die Slawische Verteidigung bzw. mit 4. … e7–e6 5. e2–e4 Lf8–b4 in die Wiener Variante einlenken.
  - 3. … a7–a6 4. e2–e3 Lc8–g4 mündet in das Aljechin-System. Alexander Aljechin spielte als Schwarzer erstmals diese Variante bei der Schachweltmeisterschaft 1934 gegen Efim Bogoljubow.
- 3. e2–e3 lässt 3. … e7–e5 zu und ergibt nach 4. Lf1xc4 e5xd4 5. e3xd4 durch Zugumstellung die Französische Abtauschvariante (zu dort gespieltem 1. e2–e4 e7–e6 2. d2–d4 d7–d5 3. e4xd5 e6xd5 4. c2–c4 d5xc4 5. Lf1xc4).
- 3. Sb1–c3 lässt ebenfalls e7–e5 zu.
- 3. e2–e4. Bei dieser Zentrumsvariante benötigen die Weißspieler viel mehr konkretes Variantenwissen als bei den ruhigeren Spielweisen. Diesem ambitionierten und zugleich verpflichtenden System begegnet Schwarz, indem er sofort das weiße Zentrum mit 3. … e7–e5 angreift (4. Sg1–f3 e5xd4 5. Lf1xc4 Sb8–c6 6. 0–0 Lc8–e6), oder dies mittels 3. … Sg8–f6 4. e4–e5 Sf6–d5 5. Lf1xc4 Sd5–b6 bzw. mit 3. … Sb8–c6 vorbereitet.

## Verteidigung des Gambitbauern
|   | a | b | c | d | e | f | g | h |   |
| 8 |   |   |   |   |   |   |   |   | 8 |
| 7 |   |   |   |   |   |   |   |   | 7 |
| 6 |   |   |   |   |   |   |   |   | 6 |
| 5 |   |   |   |   |   |   |   |   | 5 |
| 4 |   |   |   |   |   |   |   |   | 4 |
| 3 |   |   |   |   |   |   |   |   | 3 |
| 2 |   |   |   |   |   |   |   |   | 2 |
| 1 |   |   |   |   |   |   |   |   | 1 |
|   | a | b | c | d | e | f | g | h |   |

Ein gescheiterter Versuch, den schwarzen Bauern auf c4 zu decken (1. d2–d4 d7–d5 2. c2–c4 d5xc4 3. e2–e3 b7–b5? 4. a2–a4 c7–c6 5. a4xb5 c6xb5 6. Dd1–f3).
Der Versuch, den Gambitbauern auf c4 zu behaupten (mittels der Deckung 3. … b7–b5), scheitert an der Schwächung des schwarzen Damenflügels:
1. d2–d4 d7–d5

2. c2–c4 d5xc4

3. e2–e3 b7–b5?

4. a2–a4 c7–c6
- 4. … a7–a6 ist nutzlos, da Schwarz nach 5. a4xb5 wegen 6. Ta1xa8 nicht mit dem a-Bauern zurückschlagen kann.
- 4. … Lc8–d7 5. a4xb5 (da sonst Schwarz 5. … c7–c6 ziehen kann) Ld7xb5 6. Lf1xc4! Lb5xc4 7. Dd1–a4+ … und Weiß bekommt eine bessere Stellung.

5. a4xb5 c6xb5

6. Dd1–f3 und Schwarz muss eine Figur geben, um den Turm auf a8 zu retten (6. … Sb8–c6 7. Df3xc6+ Lc8–d7).
Bei 3. Sg1–f3 b7–b5?! wird durch 4. a2–a4 c7–c6 5. e2–e3 mit der Drohung b2–b3 Druck gegen b5 aufgebaut.